# Митрополит Симеон (площад във Варна)
Площад „Митрополит Симеон“ се намира в самия център на град Варна, пред катедралния храм „Св. Успение Богородично“. Често се бърка с площад „Независимост“, който е в непосредствена близост. Двата площада ги дели бул. „Христо Ботев“, като за площад „Независимост“ се счита пространството пред сградите на варненския Окръжен съд и на Варненската опера.
Площадът носи името на първия митрополит на Варненска и Преславска епархия – Симеон.
Според някои източници площадът е именуван на митрополит Симеон на 16 февруари 1935 г. През годините на социализма до 1991 г. площадът се е наричал „Парижка комуна“.
На площад „Митрополит Симеон“, в самото начало на бул. „Мария Луиза“ (бивш бул. „Димитър Благоев“) се е намирал бюст паметник на Димитър Благоев, който е демонтиран в края на 1991 г.